# Ếch bám đá
Amolops ricketti là một loài ếch trong họ Ranidae.
Nó được tìm thấy ở Trung Quốc và Việt Nam.
Các môi trường sống tự nhiên của chúng là các khu rừng ẩm ướt đất thấp nhiệt đới hoặc cận nhiệt đới, rừng mây ẩm nhiệt đới và cận nhiệt đới, và sông.
Nó không được xem là bị đe dọa theo IUCN.